# كأس البوسنة والهرسك 2002–03
كأس البوسنة والهرسك 2002–03 هو موسم من كأس البوسنة والهرسك. أقيم خلال الفترة 6 نوفمبر 2002 وحتى 27 مايو 2003، وأشرف على تنظيمه اتحاد البوسنة والهرسك لكرة القدم، وكان عدد الأندية المشاركة فيه 32، وفاز فيه نادي جيلييزنيتشار ساراييفو.